# Recent Songs
Recent Songs är Leonard Cohens sjätte studioalbum, släppt 1979. Efter Phil Spector-producerade Death of a Ladies' Man var Recent Songs en återgång till den akustiska folkmusiken på Cohens tidigare skivor.

## Låtlista
1. "The Guests" – 6:40
2. "Humbled in Love" – 5:15
3. "The Window" – 5:56
4. "Came So Far for Beauty" (Cohen/John Lissauer) – 4:04
5. "The Lost Canadian" ("Un Canadien Errant") (trad./Antoine Gérin-Lajoie) – 4:42
6. "The Traitor" – 6:16
7. "Our Lady of Solitude" – 3:13
8. "The Gypsy's Wife" – 5:13
9. "The Smokey Life" – 5:19
10. "Ballad of the Absent Mare" – 6:26

- Samtliga låtar skrivna av Leonard Cohen, om inte annat anges.

## Medverkande
Musiker
- Leonard Cohen – sång, akustisk gitarr
- Mitch Watkins, Ricardo Gonzalez, Filipe Perez – gitarr
- Everado Sandoval – guitarrón
- Abraham Laboriel, Roscoe Beck, John Miller – basgitarr
- John Lissauer – piano, arrangement
- Garth Hudson – piano, dragspel
- Bill Ginn – elektrisk piano
- Randy Waldman – orgel
- Steve Meador – trummor
- John Bilezikjian – oud
- Raffi Hakopian, Agostin Cervantes, Armando Quintero, Luiz Briseño, Miguel Sandoval – violin
- Paul Ostermayer – saxofon
- Edgar Lustgarten – cello
- Jose Perez, Pablo Sandoval – trumpet
- Earl Dumler – oboe
- Jennifer Warnes, Jim Gilstrap, Julia Tillman Waters, Maxine Willard Waters, Roger St. Kenerly, Stephanie Spruill – bakgrundssång
- Jeremy Lubbock – arrangement (stråkar och mässingblås), dirigent
- Luiz Briseño – dirigent (Mariachi band)

Produktion
- Leonard Cohen, Henry Lewy – musikproducent
- Henry Lewy, Derek Dunan, Greg Falken, Skip Cottrell – ljudtekniker, ljudmix
- Bernie Grundman – mastering
- Glen Christensen – omslagsdesign
- Dianne Lawrence – omslagskonst